# الکساندر (کانزاس)
الکساندر (به انگلیسی: Alexander) شهری در ایالت کانزاس کشور ایالات متحده آمریکا است که جمعیت آن در سرشماری سال ۲۰۱۰ میلادی، ۶۵ نفر بوده‌است.